# Selectieve niet-katalytische reductie
Selectieve niet-katalytische reductie, in het Engels selective non-catalytic reduction (SNCR) genoemd, is een techniek om stikstofoxiden (NOx) te verminderen zonder gebruik van een katalysator. De techniek komt erop neer, om in de verbrandingskamer van bijvoorbeeld een thermische elektriciteitscentrale ammoniak of ureum in te spuiten. Ureum kan zowel vast poeder zijn als een waterige oplossing. Dit ureum doet dienst als bron voor ammoniak:
{\displaystyle {\ce {(NH_2)2CO + H2O -> 2NH3 + CO2}}}
Ureum is een vaste stof en bijgevolg veiliger op te slaan dan ammoniak, dat een giftig gas is. Toch heeft ook ammoniak, zowel in gasvorm (NH3), als in waterige oplossing (ammonia) toepassingen. De eigenlijke reductie loopt als volgt:
{\displaystyle {\ce {4NO + 4NH3 + O2 -> 4N2 + 6H2O}}}
In vergelijking met selectieve katalytische reductie is selectieve niet-katalytische reductie goedkoper in investering en bedrijfskosten, maar moeilijker te beheersen. Het belangrijkste punt is de temperatuur. Bij te lage temperatuur gaat de reactie niet door en zitten er stikstofoxiden en ammoniak in de uitstoot. Het ongereageerde ammoniak die doorslipt wordt daarom ammoniak-slip genoemd en is ongewenst. Bij te hoge temperatuur ontleedt ammoniak:
{\displaystyle {\ce {4NH3 + 5O2 -> 4NO + 6H2O}}}
Er ontstaat dan stikstofmonoxide in plaats dat er verdwijnt. Hoewel selectieve niet-katalytische reductie in theorie net als selectieve katalytische reductie een reductierendement van 90% kan halen, blijft dit in praktijk dikwijls beperkt tot 30 tot 70%. De redenen daarvoor zijn onvoldoende procesbeheersing: temperatuur, verblijftijd en menging.